# 女性の敵 (1923年の映画)
『女性の敵』（じょせいのてき、Enemies of Women）は、1923年に制作されたアメリカ合衆国のサイレント映画で、アラン・クロスランドが監督し、ライオネル・バリモア、アルマ・ルーベンス、グラディス・ヒューレット、ペドロ・デ・コルドバ (Pedro de Cordoba)、ポール・パンザーらが出演した恋愛映画。制作はウィリアム・ランドルフ・ハーストが、所有するコスモポリタン・プロダクションを通して行なった。この映画には、当時まだ無名だったクララ・ボウやマーガレット・デュモントもクレジットされていない端役で出演している。
この映画は、ビセンテ・ブラスコ・イバニェスの同名の小説『Los enemigos de la mujer』に基づいた作品である。
アメリカ議会図書館が所蔵するこの映画のプリントは、不完全なものだと考えられている。全11巻のうち、第3巻と第9巻は失われている。

## キャスト
- ライオネル・バリモア - ルビモフ公爵 (Prince Lubimoff)
- アルマ・ルーベンス - アリシア (Alicia)
- ペドロ・デ・コルドバ（英語版） - アティリオ・カストロ (Atilio Castro)
- ギャレス・ヒューズ（英語版） - スパドーニ (Spadoni)
- グラディス・ヒューレット（英語版） - ヴィットリア (Vittoria)
- ウィリアム・H・トンプソン (William H. Thompson) - マルコス大佐 (Colonel Marcos)
- ウィリアム・コリアー・ジュニア（英語版） - ガストン (Gaston)
- マリオ・マジェローニ（イタリア語版） - ドドリール公爵 (Duke DeDelille)
- ベティー・ボウトン（英語版） - アリシアの侍女
- ジャンヌ・ブランドー（フランス語版） - スパドーニ夫人 (Madame Spadoni)
- アイヴァン・リノウ (Ivan Linow) - テロリスト
- ポール・パンザー（英語版） - コサック士官
- クララ・ボウ - テーブルの踊り子（クレジットなし）
- マーガレット・デュモント（英語版） - フランス人の美人（クレジットなし）